# San Polo dei Cavalieri
San Polo dei Cavalieri ist eine Gemeinde in der Metropolitanstadt Rom in der italienischen Region Latium mit 2762 Einwohnern (Stand 31. Dezember 2023). Sie liegt 42 Kilometer nordöstlich von Rom.

## Geographie
San Polo dei Cavalieri liegt am Westabhang der Monti Lucretilli. Es ist Mitglied der Comunità Montana Monti Sabini e Tiburtini.

## Bevölkerung
| Jahr | Bevölkerung |
| ---- | ----------- |
| 1871 | 1126        |
| 1901 | 1669        |
| 1921 | 1846        |
| 1951 | 1678        |
| 1971 | 1372        |
| 1991 | 2125        |
| 2001 | 2310        |

## Politik
Paolo Salvatori (Lista Civica: Io Vivo San Polo) wurde am 5. Juni 2016 zum Bürgermeister gewählt.